# Neoscona theisi
Neoscona theisi là một loài nhện trong họ Araneidae.
Loài này thuộc chi Neoscona. Neoscona theisi được Charles Athanase Walckenaer miêu tả năm 1842.

## Hình ảnh

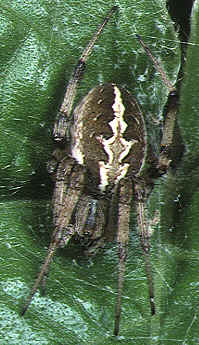
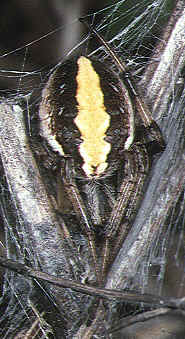
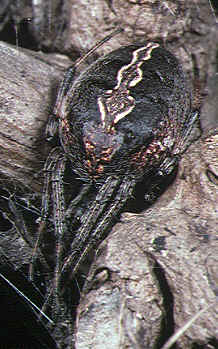
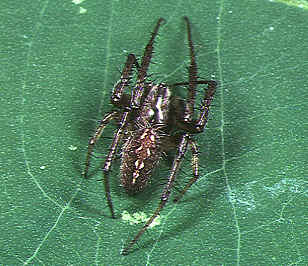